# Halsdorf (Wohratal)
Halsdorf ist ein Ortsteil der Gemeinde Wohratal im mittelhessischen Landkreis Marburg-Biedenkopf. Das Dorf befindet sich ca. 16 km nordöstlich von Marburg an der Wohra.

## Geschichte
Die erste bekannte Erwähnung Halsdorfs erfolgte in einer zwischen 780 und 802 datierten Urkunde als „Habelescendorf“ im Urkundenbuch des Klosters Fulda. In dieser Zeit bestand das Dorf wahrscheinlich nur aus ein paar Häusern, vielleicht sogar nur aus einem einzelnen Gehöft. Der Ort kann damit eine über 1200-jährige Geschichte vorweisen und gehört zu den ältesten (nachgewiesenen) Orten der Region.

### Gebietsreform
Am 1. Juli 1970 wurde die Gemeinde Wohratal im Zuge der Gebietsreform in Hessen durch den freiwilligen Zusammenschluss der bisherig selbstständigen Gemeinden Halsdorf und Wohra neu gebildet.
Für die ehemals eigenständigen Gemeinden von Wohratal wurden Ortsbezirke mit Ortsbeirat und Ortsvorsteher nach der Hessischen Gemeindeordnung gebildet.

### Bevölkerung

#### Einwohnerentwicklung
Quelle: Historisches Ortslexikon
| • 1577: | 49 Hausgesesse                                                                          |
| • 1629: | 6 Einläuftige                                                                           |
| • 1681: | 18 hausgesessene Mannschaften                                                           |
| • 1747: | 58 Haushalte                                                                            |
| • 1838  | Familien: 54 nutzungsberechtigte, 18 nicht nutzungsberechtigte Ortsbürger, 32 Beisassen |

| Halsdorf: Einwohnerzahlen von 1834 bis 2014 | Halsdorf: Einwohnerzahlen von 1834 bis 2014 | Halsdorf: Einwohnerzahlen von 1834 bis 2014 | Halsdorf: Einwohnerzahlen von 1834 bis 2014 | Halsdorf: Einwohnerzahlen von 1834 bis 2014 |
| --- | ------------------------------------------- | ------------------------------------------- | ------------------------------------------- | ------------------------------------------- |
| Jahr |                                             |                                             |                                             | Einwohner                                   |
| 1834 | 1834                                        |                                             | 662                                         | 662                                         |
| 1840 | 1840                                        |                                             | 642                                         | 642                                         |
| 1846 | 1846                                        |                                             | 657                                         | 657                                         |
| 1852 | 1852                                        |                                             | 647                                         | 647                                         |
| 1858 | 1858                                        |                                             | 604                                         | 604                                         |
| 1864 | 1864                                        |                                             | 568                                         | 568                                         |
| 1871 | 1871                                        |                                             | 481                                         | 481                                         |
| 1875 | 1875                                        |                                             | 463                                         | 463                                         |
| 1885 | 1885                                        |                                             | 464                                         | 464                                         |
| 1895 | 1895                                        |                                             | 453                                         | 453                                         |
| 1905 | 1905                                        |                                             | 464                                         | 464                                         |
| 1910 | 1910                                        |                                             | 505                                         | 505                                         |
| 1925 | 1925                                        |                                             | 542                                         | 542                                         |
| 1939 | 1939                                        |                                             | 549                                         | 549                                         |
| 1946 | 1946                                        |                                             | 867                                         | 867                                         |
| 1950 | 1950                                        |                                             | 900                                         | 900                                         |
| 1956 | 1956                                        |                                             | 784                                         | 784                                         |
| 1961 | 1961                                        |                                             | 760                                         | 760                                         |
| 1967 | 1967                                        |                                             | 758                                         | 758                                         |
| 1980 | 1980                                        |                                             | ?                                           | ?                                           |
| 1990 | 1990                                        |                                             | ?                                           | ?                                           |
| 1999 | 1999                                        |                                             | 872                                         | 872                                         |
| 2004 | 2004                                        |                                             | 880                                         | 880                                         |
| 2011 | 2011                                        |                                             | 882                                         | 882                                         |
| 2014 | 2014                                        |                                             | 900                                         | 900                                         |
| Datenquelle: Historisches Gemeindeverzeichnis für Hessen: Die Bevölkerung der Gemeinden 1834 bis 1967. Wiesbaden: Hessisches Statistisches Landesamt, 1968. Weitere Quellen: ; Zensus 2011; nach 1970 Gemeinde Wohratal: |                                             |                                             |                                             |                                             |

#### Religionszugehörigkeit
Quelle: Historisches Ortslexikon
| • 1861: | 556 evangelisch-lutherische (= 91,60 %), 11 evangelisch-reformierte (= 1,81 %), 40 jüdische (= 6,59 %) Einwohner |
| • 1885: | 427 evangelische (92,03 %), ein katholischer (= 0,22 %), 36 jüdische (= 7,76 %) Einwohner                        |
| • 1961: | 679 evangelische (= 89,34 %), 68 katholische (= 8,59 %) Einwohner                                                |

#### Erwerbstätigkeit
| • 1787: | 6 Schmiede, 1 Wagner, 3 Schneider, 2 Schuhmacher, 1 Schreiner, 4 Branntweinbrenner, -wirte, -schenker, 8 Leineweber, 1 Zeugmacher, 1 Müller, 2 Handelsjuden, 2 Zimmermädchen, 24 Vorspänner. |
| • 1838  | Familien: 49 Ackerbau, 12 Gewerbe, 43 Tagelöhner |
| • 1961: | Erwerbspersonen: 165 Land- und Forstwirtschaft, 160 Produzierendes Gewerbe, 37 Handel und Verkehr, 31 Dienstleistungen und Sonstiges                                                         |

## Vereine

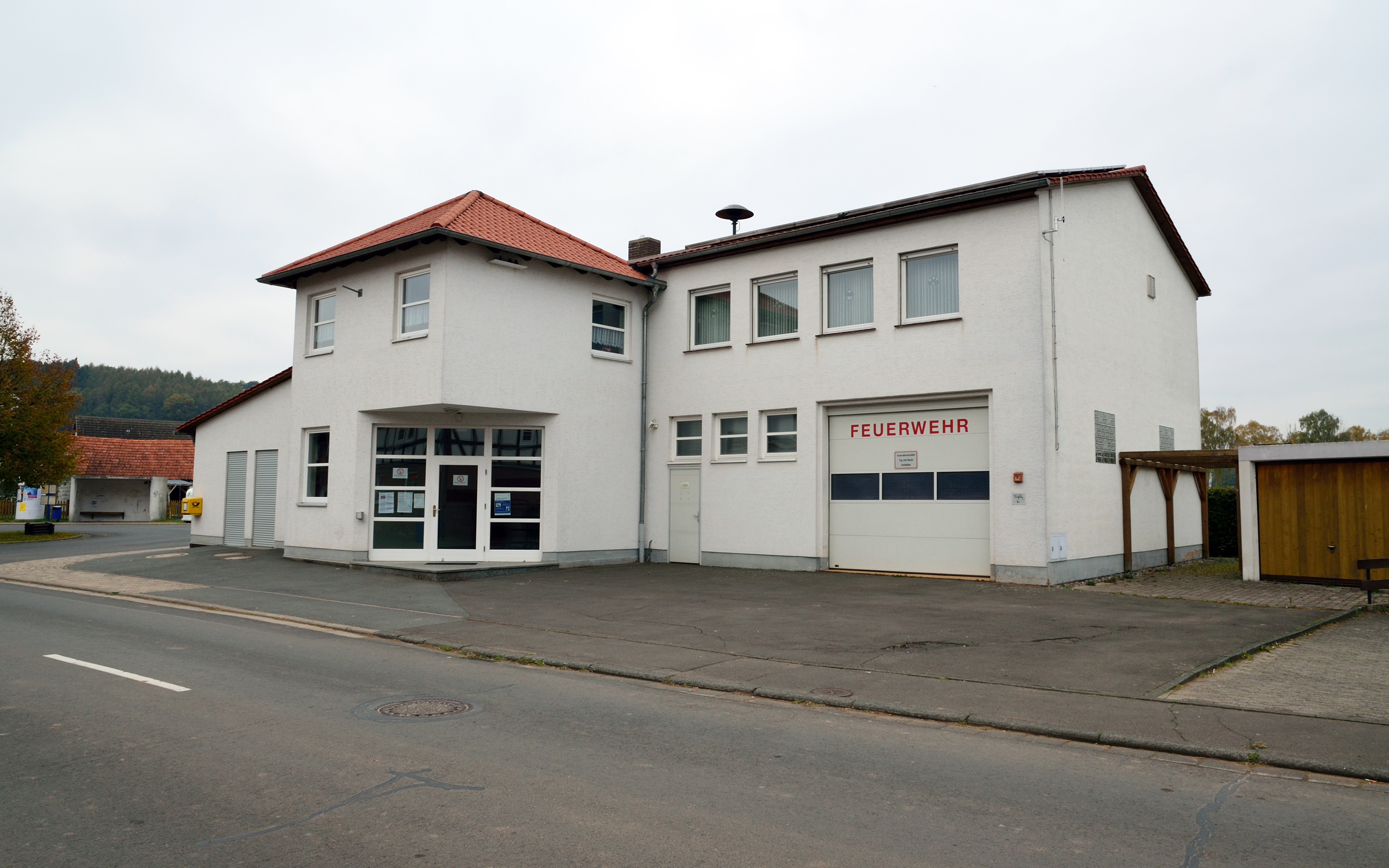
Feuerwehr Halsdorf, 2011

Halsdorf verfügt über ein reges Vereinsleben. Diese Vereine erhalten die dörfliche Kultur, fördern die Jugendarbeit oder sorgen mit zahlreichen Veranstaltungen für Abwechslung im Dorf.
- Der Männergesangverein ist der älteste Verein Halsdorfs. Als Gründungsdatum des MGV Halsdorf gilt das auf der Vereinsfahne dargestellte Jahr 1873.
- Der Posaunenchor bietet ein Repertoire besteht aus alten und neuen kirchlichen und weltlichen Musikstücken.
- Der 1. DV Kastebier ist eine 1977 gegründete „Schoppenelf“, die fußballinteressierten Amateuren Gelegenheit gab, jenseits der etablierten Sportvereine Fußball zu spielen. Inzwischen ist der Verein für eine Maiwanderung und das Backhausfest, die Instandhaltung des Sportplatzgeländes und des Backhauses zuständig. Zur 1200-Jahr-Feier des Ortes führte der 1. DV Kastebier den Grenzgang durch.
- Der eingetragene Fanclub der Eintracht-Frankfurt „Wohrataler Adler“ wurde am 3. Oktober 1998 gegründet. Er hat den größten Jugendanteil der Halsdorfer Vereine.
- Die Freiwillige Feuerwehr leistet neben dem Brandschutz und der allgemeinen Hilfe auch einen wichtigen Beitrag in der Jugendarbeit.
- Auch die Halsdorfer Burschenschaft veranstaltet jährlich einen Dämmerschoppen und die Kirmes für die Dorfgemeinschaft. Sie kann auf eine Tradition von über 100 Jahren zurückblicken.
- Der Schützenverein ist aus dem sog. „Kriegerverein“ hervorgegangen. Dieser Verein beging 1927 sein 25-jähriges Jubiläum, wurde also 1902 gegründet.
- Die Trachten- und Volkstanzgruppe e. V. Halsdorf wurde 1962 gegründet und widmet sich der Pflege und Darstellung von Volkstänzen, Volksliedern und Mundart. Der Verein hat rund 130 Mitglieder. Die Gruppe trägt die evangelische Marburger Tracht und nimmt regelmäßig am Hessentag teil.

## Infrastruktur und Wirtschaft

### Öffentliche Einrichtungen
In Halsdorf befinden sich neben einer Mittelpunktschule und einer Kindertagesstätte auch einige Gewerbebetriebe.

### Verkehr

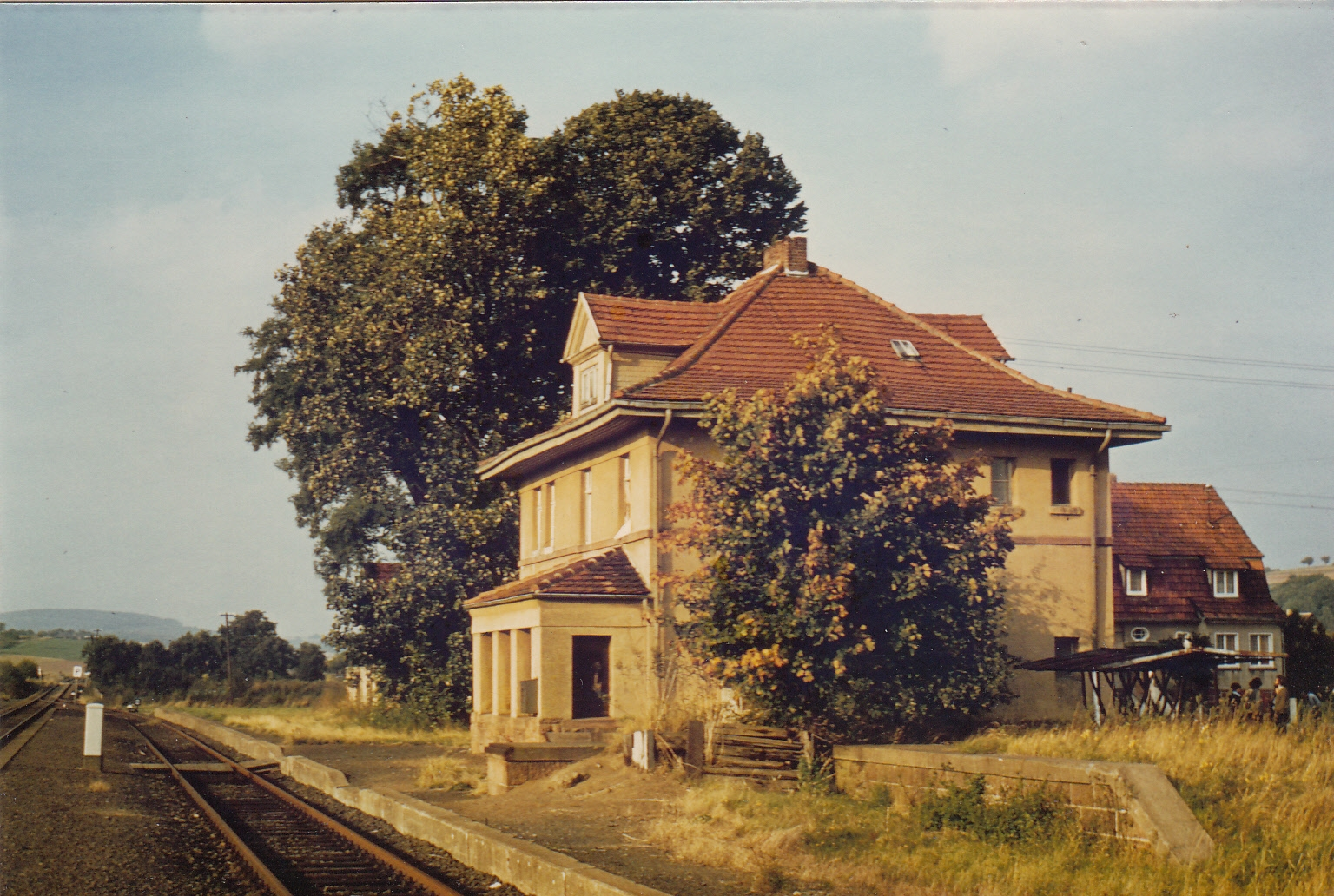
Der Bahnhof vor der Streckenstilllegung

Verkehrsmäßig angeschlossen ist Halsdorf über die Landesstraße 3073 und die Bundesstraße 3. Bis 1981 war Halsdorf Haltepunkt der Wohratalbahn. Das ehemalige Bahnhofsgebäude von Halsdorf wurde nach der Streckenstilllegung 1981 zu einem Wohnhaus umgebaut.
Unmittelbar am Bahnhofsgebäude führt der Hessische Fernradweg R6 vorbei.

## Persönlichkeiten
- Georg Theiß (1801–1859), Justizbeamter und Mitglied der kurhessischen Ständeversammlung
- Franz von Dingelstedt (1814–1881), Dichter des Weserlieds
- Bernhard Scheffer (1834–1887), Abgeordneter des Provinziallandtages der Provinz Hessen-Nassau
- Wiegand Leonhäußer (1837–1896), Abgeordneter des Provinziallandtages der Provinz Hessen-Nassau
- Der Ende des 17. Jahrhunderts recht bekannte Schriftsteller Eberhard Werner Happel (1647–1690) verlebte einen Teil seiner Kindheit in Halsdorf.

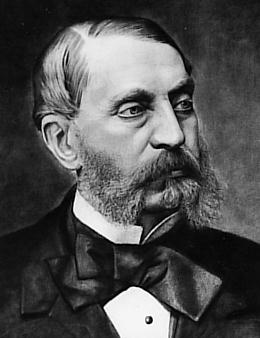
Franz von Dingelstedt
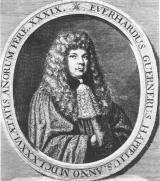
Eberhard Werner Happel